# Saint-Martin-du-Var
Saint-Martin-du-Var är en kommun i departementet Alpes-Maritimes i regionen Provence-Alpes-Côte d'Azur i sydöstra Frankrike. Kommunen ligger  i kantonen Levens som ligger i arrondissementet Nice. År 2022 hade Saint-Martin-du-Var 3 403 invånare.

## Befolkningsutveckling
Antalet invånare i kommunen Saint-Martin-du-Var
Referens: INSEE

## Galleri

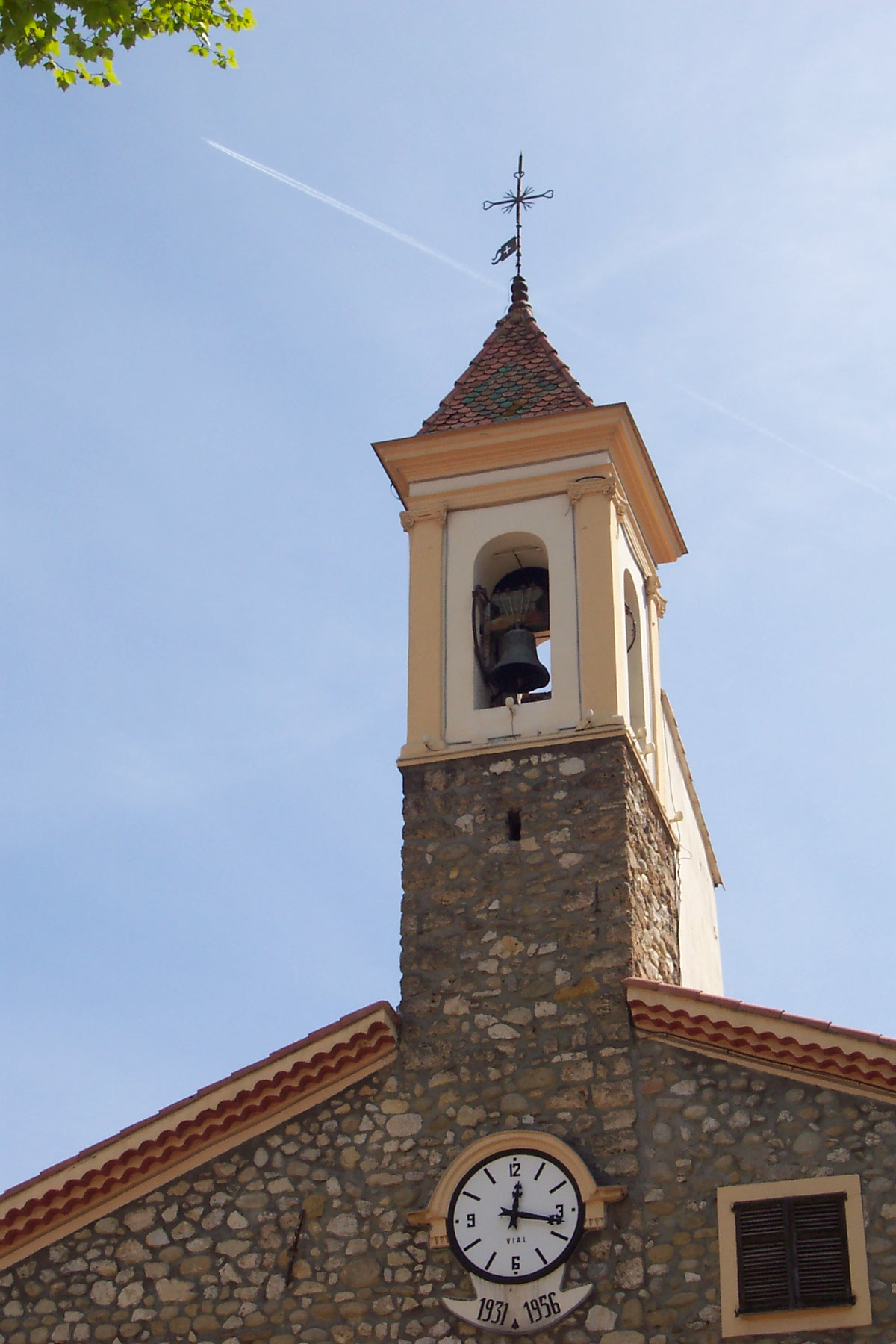
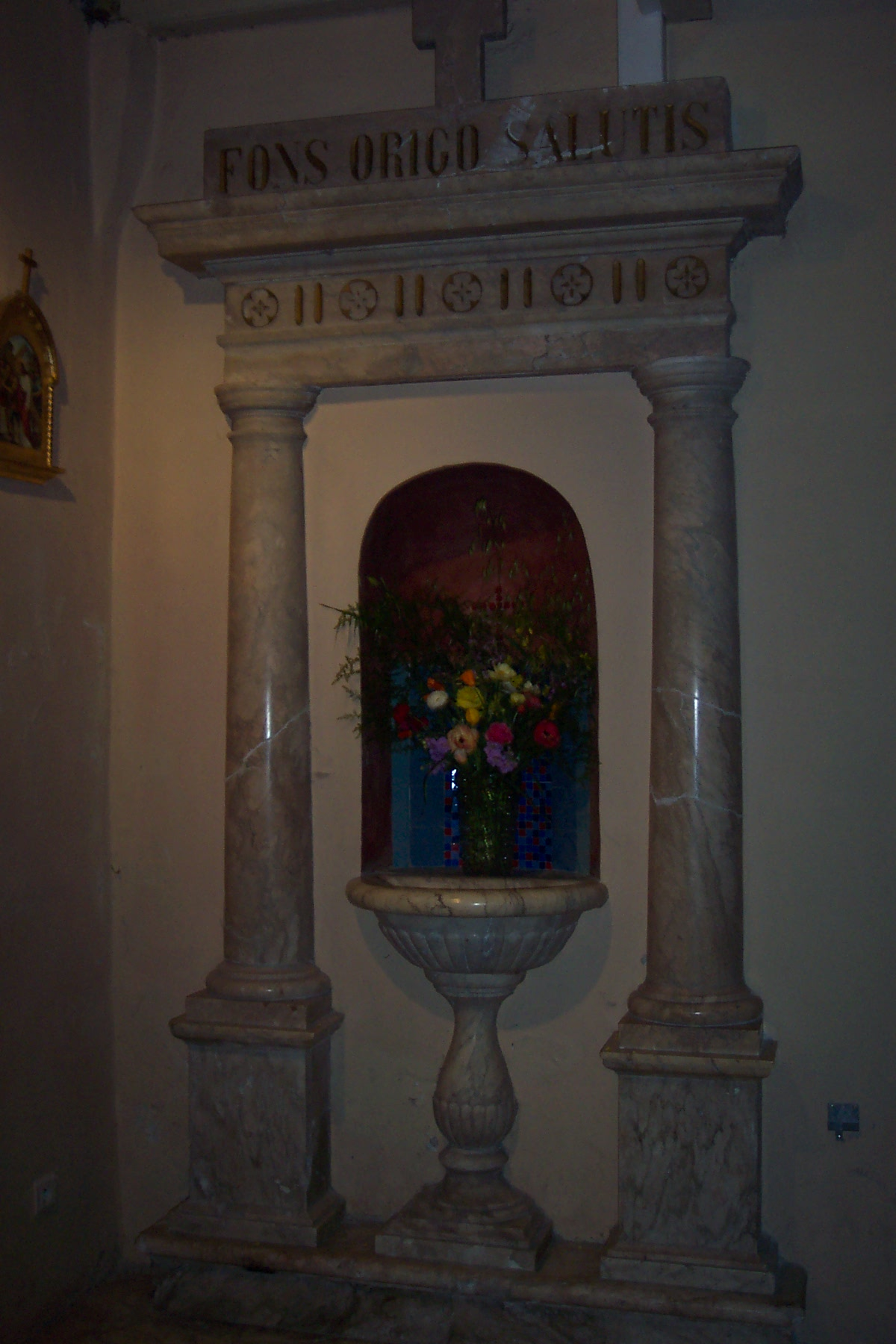
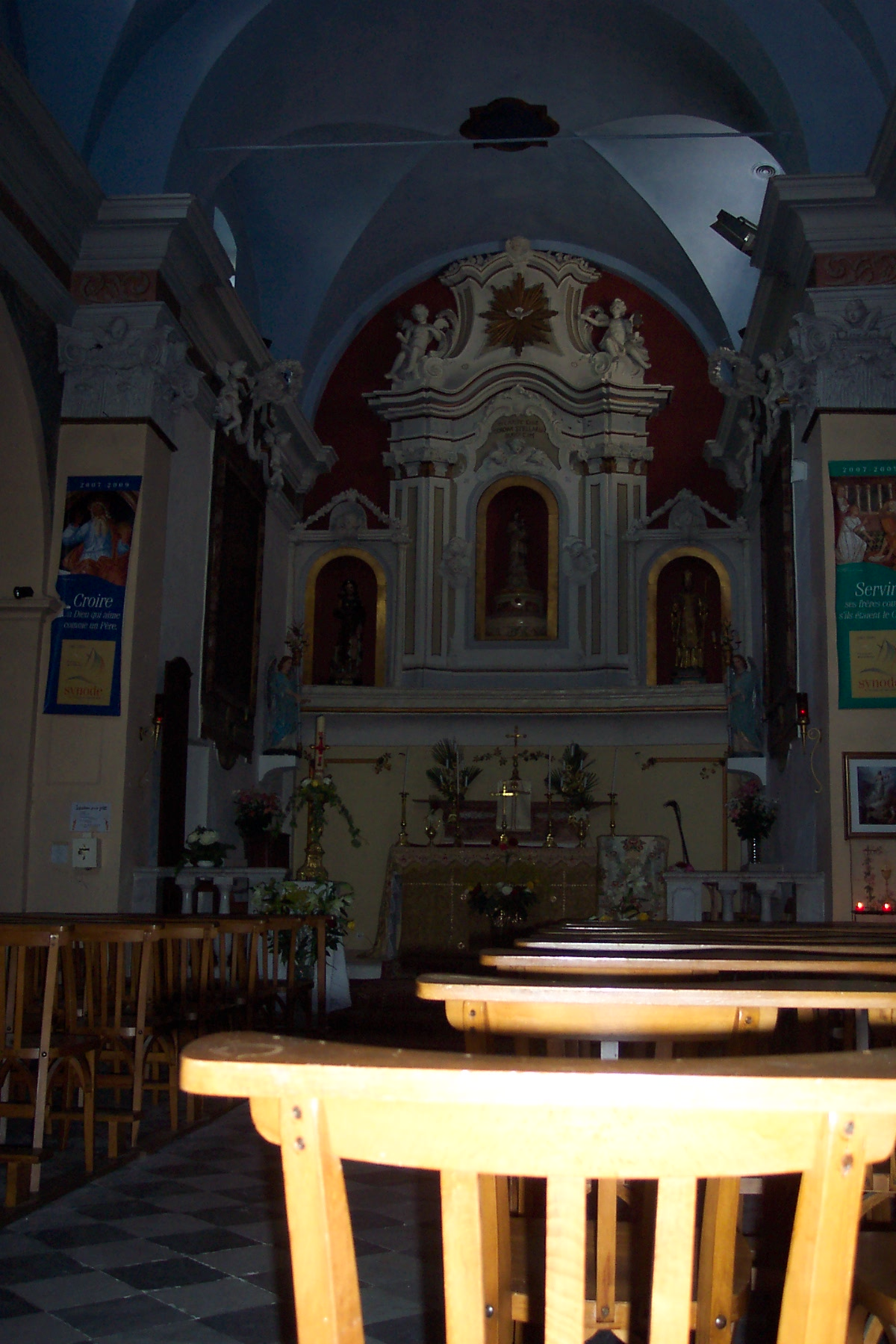
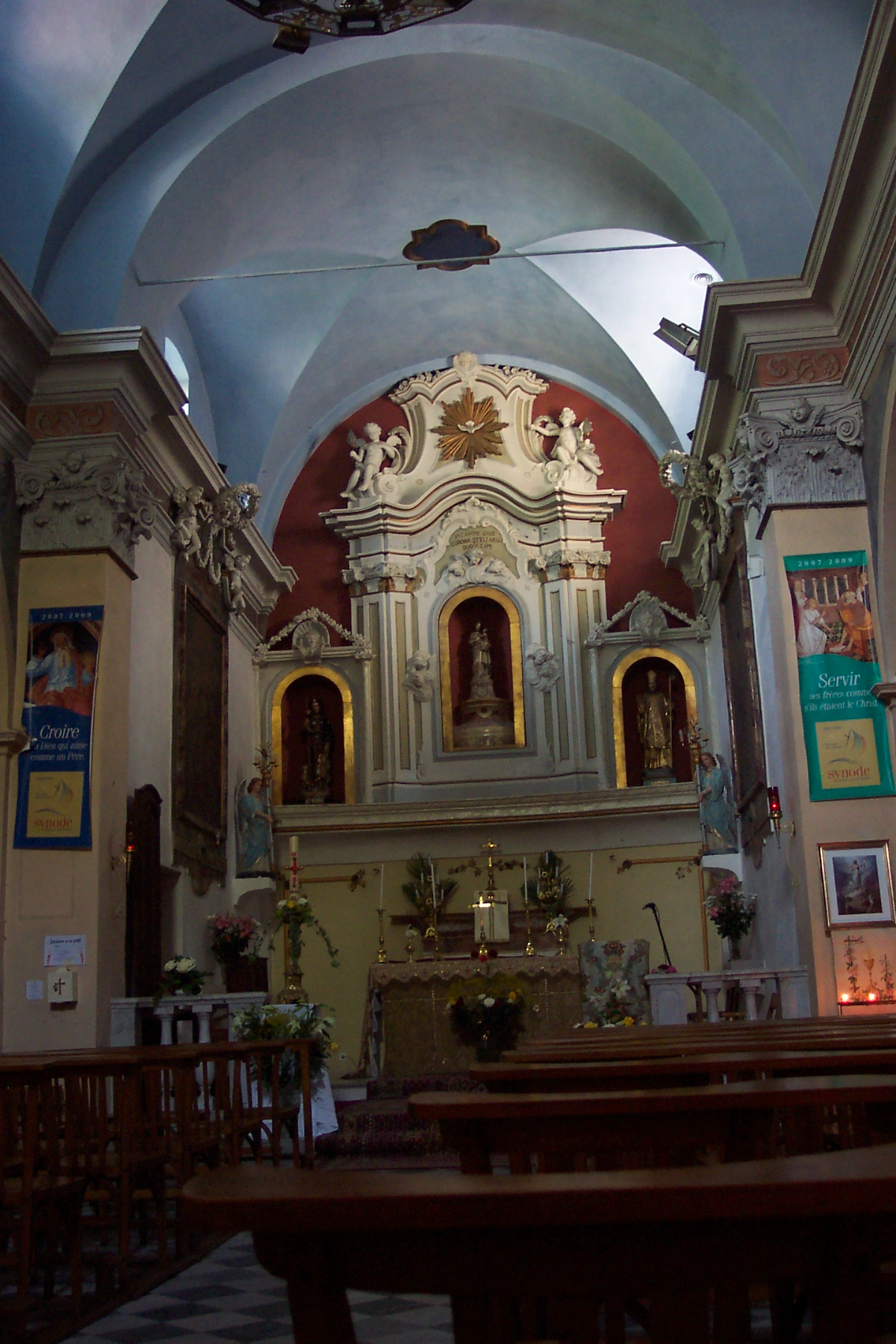
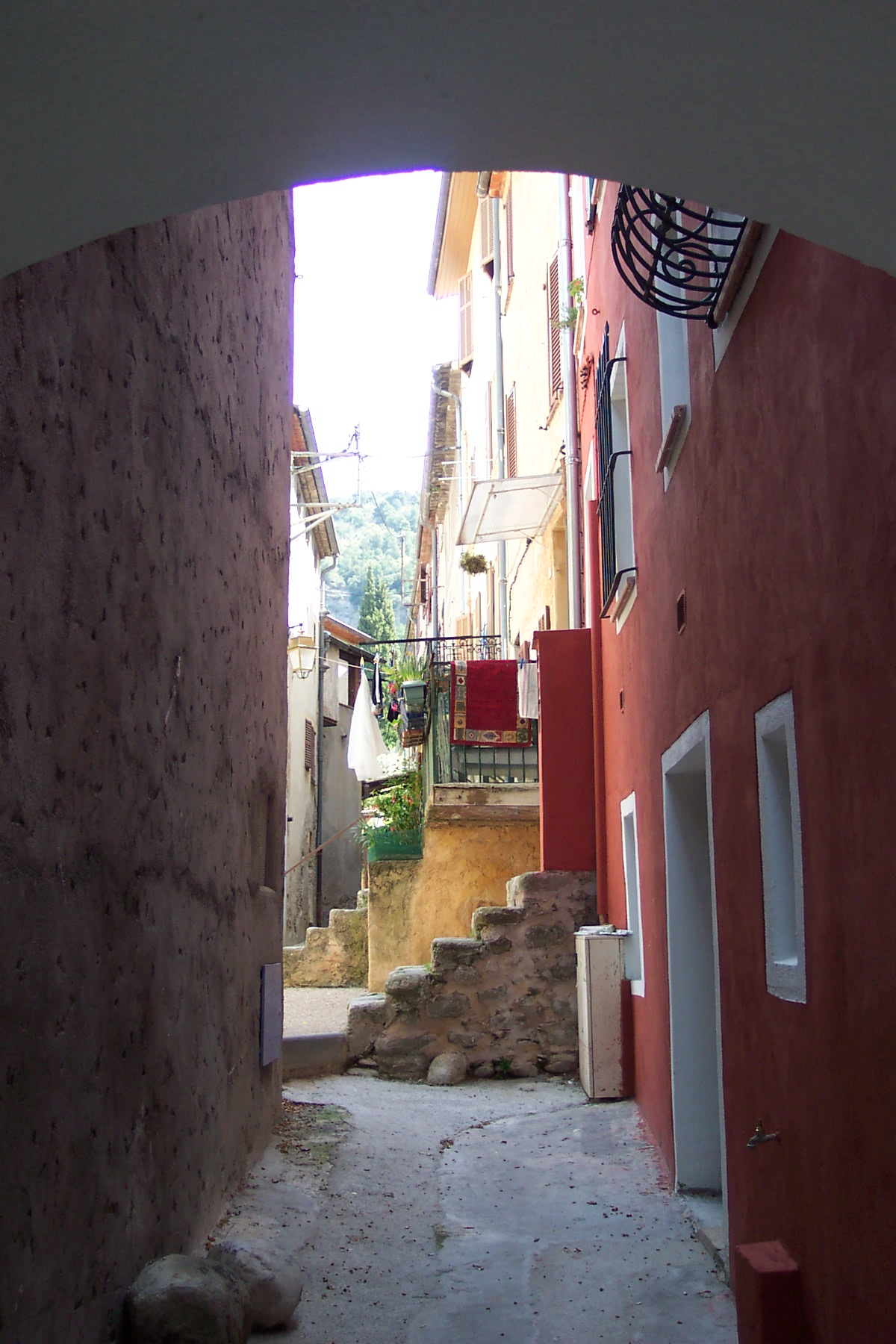